# 認知リハビリテーション
認知リハビリテーション（にんちリハビリテーション）とは高次脳機能障害を対象としたリハビリテーションである。

## 目的と方法
1. 高次脳機能障害自体の回復
2. 残存能力の活用
3. 障害に対する正しい理解や管理方法の指導

を通じて、高次脳機能障害による日常生活、社会生活における困難を軽減させること、もしくはこれを代償する技術の獲得を目的としている。
認知リハビリテーションが対象とする高次脳機能障害は、注意、知覚、記憶、視空間認知、さらに推理や計画能力といったかなりの高次機能までも、治療・介入の範囲に含められている。

## 対象
頭部外傷、アルツハイマー型認知症などをはじめとする高次脳機能障害患者本人、および患者家族、職場関係者等本人を取り巻く人々を対象としている。